# قائمة جسور كندا

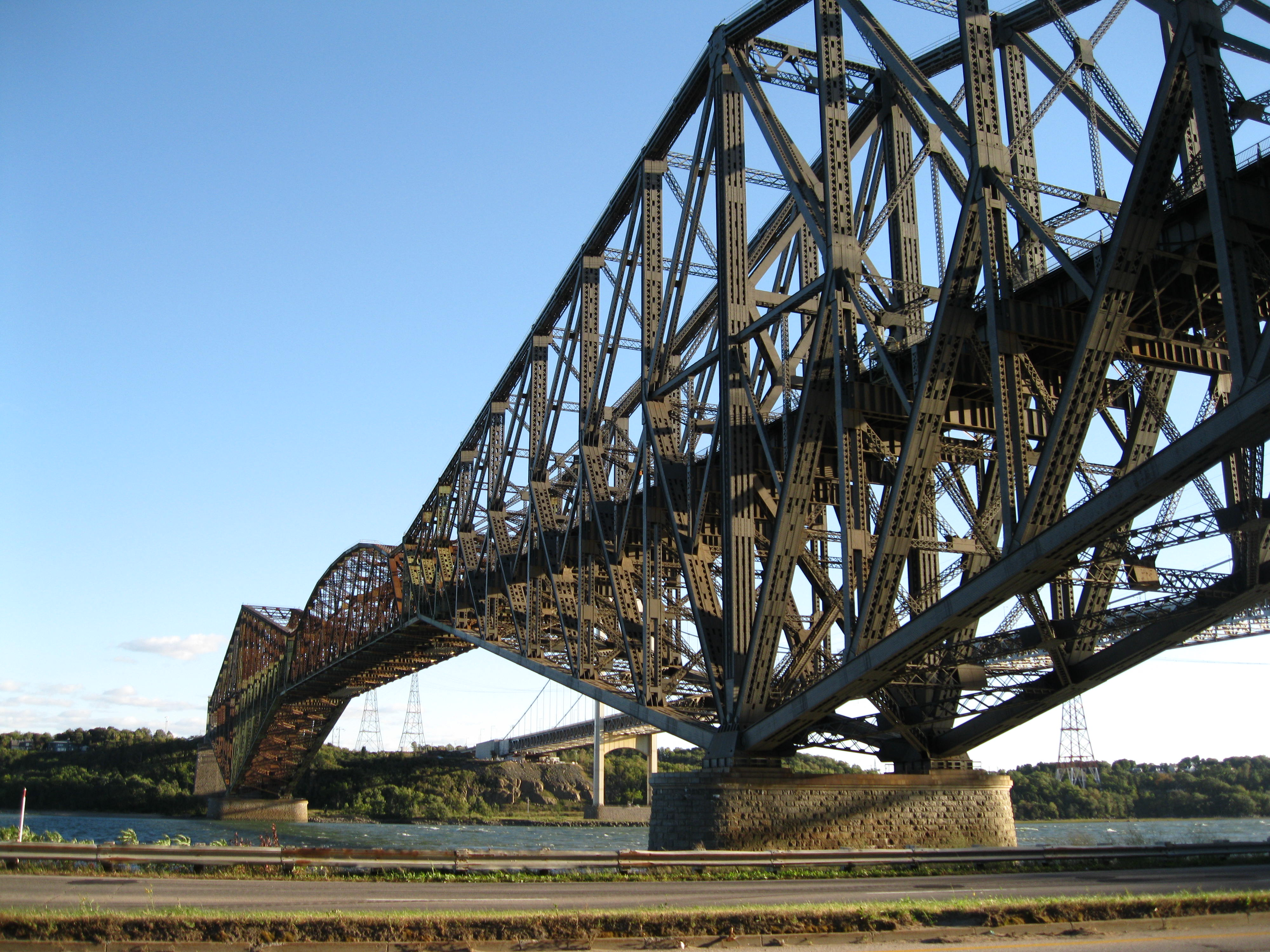
جسر كيبيك

الجسر أو القنطرة (ج القناطر) هو مُنشأ يُستخدم للعبور من مكان إلى آخر بينهما عائق.

## قائمة الجسور كندا
تحتوي هذه القائمة على أسماء الجسور في كندا.
- جسر أرفيدا
- جسر أمباسادور
- جسر بيير لابورت
- جسر كيبيك
- جسر هارتلاند
- جسر السلام (أمريكا الشمالية)